# Logron
Logron és un municipi francès, situat al departament de l'Eure i Loir i a la regió de Centre – Vall del Loira. L'any 2007 tenia 520 habitants.

## Demografia

### Població
El 2007 la població de fet de Logron era de 520 persones. Hi havia 213 famílies, de les quals 56 eren unipersonals (34 homes vivint sols i 22 dones vivint soles), 79 parelles sense fills, 67 parelles amb fills i 11 famílies monoparentals amb fills.
La població ha evolucionat segons el següent gràfic:
Habitants censats

### Habitatges
El 2007 hi havia 269 habitatges, 222 eren l'habitatge principal de la família, 26 eren segones residències i 21 estaven desocupats. 263 eren cases i 6 eren apartaments. Dels 222 habitatges principals, 193 estaven ocupats pels seus propietaris, 25 estaven llogats i ocupats pels llogaters i 4 estaven cedits a títol gratuït; 1 tenia una cambra, 9 en tenien dues, 41 en tenien tres, 54 en tenien quatre i 116 en tenien cinc o més. 170 habitatges disposaven pel capbaix d'una plaça de pàrquing. A 88 habitatges hi havia un automòbil i a 120 n'hi havia dos o més.

### Piràmide de població
La piràmide de població per edats i sexe el 2009 era:
| Homes | Edats   | Dones |
| ----- | ------- | ----- |
| 1     | 95 o +  | 2     |
| 4     | 90 a 94 | 5     |
| 3     | 85 a 89 | 8     |
| 7     | 80 a 84 | 3     |
| 11    | 75 a 79 | 11    |
| 16    | 70 a 74 | 14    |
| 15    | 65 a 69 | 13    |
| 12    | 60 a 64 | 9     |
| 11    | 55 a 59 | 8     |
| 16    | 50 a 54 | 16    |
| 24    | 45 a 49 | 19    |
| 19    | 40 a 44 | 23    |
| 20    | 35 a 39 | 9     |
| 16    | 30 a 34 | 19    |
| 14    | 25 a 29 | 16    |
| 11    | 20 a 24 | 12    |
| 16    | 15 a 19 | 14    |
| 12    | 10 a 14 | 12    |
| 21    | 5 a 9   | 15    |
| 12    | 0 a 4   | 13    |

## Economia
El 2007 la població en edat de treballar era de 330 persones, 274 eren actives i 56 eren inactives. De les 274 persones actives 254 estaven ocupades (133 homes i 121 dones) i 20 estaven aturades (9 homes i 11 dones). De les 56 persones inactives 36 estaven jubilades, 12 estaven estudiant i 8 estaven classificades com a «altres inactius».

### Ingressos
El 2009 a Logron hi havia 238 unitats fiscals que integraven 584 persones, la mediana anual d'ingressos fiscals per persona era de 18.850 €.

### Activitats econòmiques
Dels 22 establiments que hi havia el 2007, 1 era d'una empresa alimentària, 8 d'empreses de construcció, 5 d'empreses de comerç i reparació d'automòbils, 2 d'empreses de transport, 1 d'una empresa d'hostatgeria i restauració i 5 d'empreses de serveis.
Dels 8 establiments de servei als particulars que hi havia el 2009, 1 era un paleta, 1 guixaire pintor, 2 fusteries, 1 lampisteria, 1 electricista, 1 empresa de construcció i 1 restaurant.
L'únic establiment comercial que hi havia el 2009 era una fleca.
L'any 2000 a Logron hi havia 30 explotacions agrícoles que ocupaven un total de 1.680 hectàrees.

## Equipaments sanitaris i escolars
El 2009 hi havia una escola elemental integrada dins d'un grup escolar amb les comunes properes formant una escola dispersa.

## Poblacions més properes
El següent diagrama mostra les poblacions més properes.